# Toposteori
Toposteorin har två ursprung, dels som en generalisering av begreppet topologiskt rum som blev nödvändigt vid utvecklandet av kohomologiteorier inom algebraisk geometri, dels som en kategoriteoretisk motsvarighet till mängdteori.
En topos kan därför endera definieras som kategorin av kärvar på en plats, eller något mer allmänt, axiomatiskt definieras som en viss typ av Kategori, vars objekt kan hanteras ungefär som mängder, men inte nödvändigtvis är mängder. Man kan resonera logiskt i en topos, men klassisk logik är inte alltid giltig, i stället används intuitionistisk logik. Toposteori har framför allt tillämpningar i algebraisk geometri och matematisk logik.

## Exempel
- Kategorin av mängder är en topos. Dels kan man se den som kärvkategorin över ett enpunktsrum, eller så kan man verifiera att axiomen i den axiomatiska definitionen av en topos är uppfyllda.
- Kategorin av kärvar på den étala platsen är en topos av betydelse inom algebraisk geometri.